# Coria del Río
Coria del Río es un municipio y localidad española de la provincia de Sevilla, en la comunidad autónoma de Andalucía. Ubicado a unos 12 km de la capital provincial, cuenta con una población de 31 095 habitantes (INE 2024).

## Geografía
El municipio de Coria del Río se localiza en el sector suroccidental de la provincia de Sevilla. Su territorio se adentra en las comarcas del Aljarafe y de La Vega. Además, el municipio está próximo a la zona de las marismas del Guadalquivir. El núcleo urbano se asienta junto al cauce del río Guadalquivir, a tan solo 5 metros de altitud sobre el nivel del mar y a 50 km de la desembocadura al océano Atlántico aunque cuenta con la pequeña elevación del Cerro de San Juan. Su extensión superficial es de 64 km² y está a 12 kilómetros de la capital provincial.
| Noroeste: Almensilla                  | Norte: Palomares del Río | Noreste:                            |
| Oeste: Aznalcázar                     |                          | Este: Dos Hermanas                  |
| Suroeste: Villamanrique de la Condesa | Sur: La Puebla del Río   | Sureste: Los Palacios y Villafranca |

## Historia
Los primeros pobladores ocuparon el Cerro de San Juan hacia el 2600 a. C. En esta zona se han encontrado herramientas del Calcolítico. Asimismo se han descubierto restos de finales de la Edad del Bronce y de la época ibérica. Del final de la Edad del Bronce, en torno a los siglos XVII y siglo XVI a. C., debe datar el nombre Caura, que podría significar "Lugar Alto". La zona fue poblada por los fenicios, como demuestra el yacimiento de un templo fenicio del siglo VIII a. C. en el lugar, y también estuvo poblada por los tartesios. Los fenicios crearon un puerto en esta zona del río, dotado de una factoría comercial.

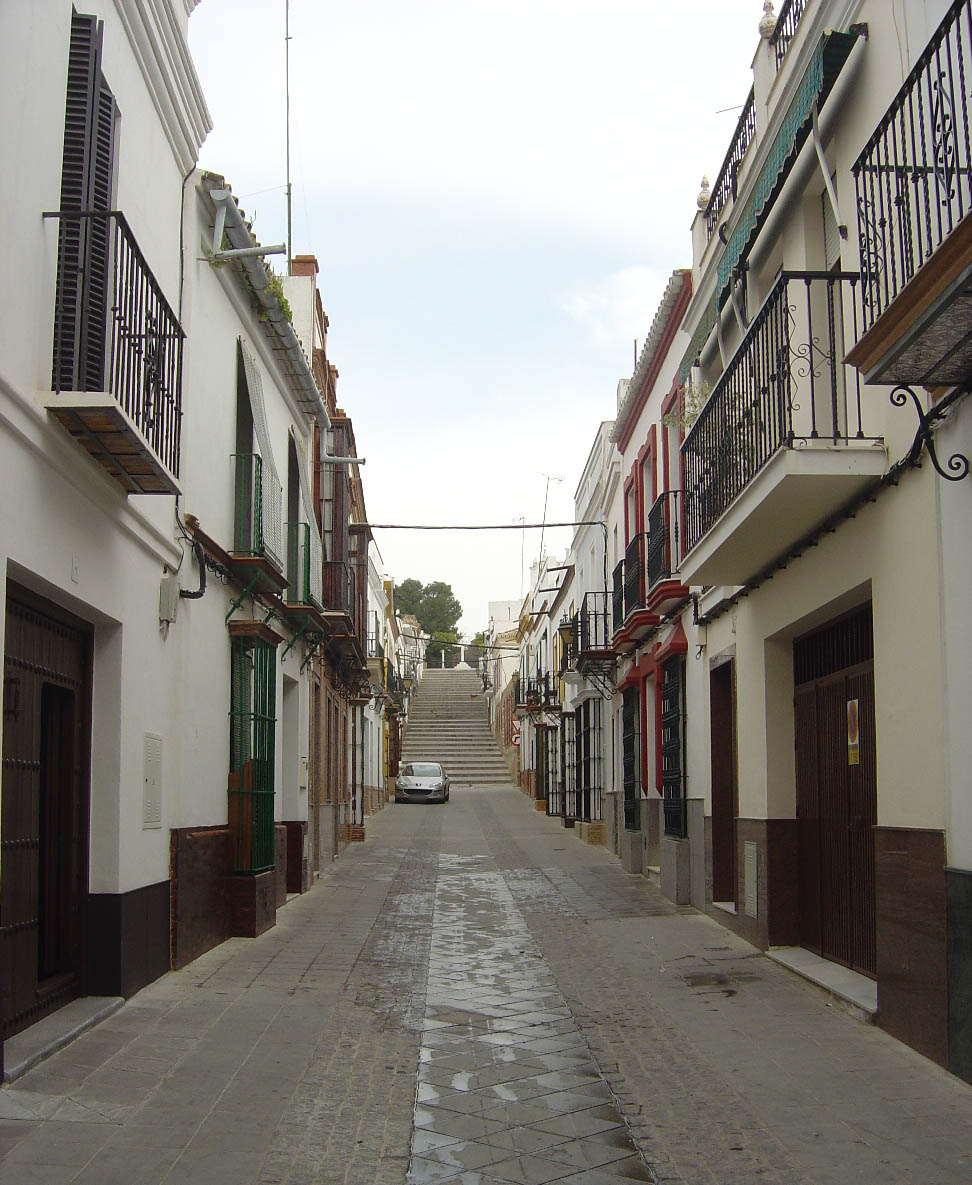
Calle San Juan de Coria del Río. Al fondo se encuentran las escaleras por las que se sube al cerro

Durante la etapa romana fue una localidad muy importante en la región y tuvo el privilegio de acuñar moneda. Tras la conquista musulmana de Hispania en 711 pasó a llamarse Qawra. En los siglos IX y X Al Ándalus vivió varias incursiones normandas (los vikingos habían creado un reino en Normandía). En 844 el pueblo fue invadido por los vikingos, que instalaron su campamento algo más al norte, en Tablada, hasta que fueron derrotados.
Tras la Reconquista cristiana del valle del Guadalquivir en el siglo XIII, el rey Alfonso X el Sabio decidió repoblar con ciento cincuenta familias de catalanes, por juro de heredad, todo el terreno que constituye el término de la villa.
A partir del siglo XV la ciudad vive un periodo de prosperidad que aumenta cuando Sevilla gana la consideración de Puerto de Indias a comienzos del siglo XVI. En 1594 formaba parte del reino de Sevilla en el Alxarafe y contaba con 360 vecinos pecheros.
Perteneció al conde-duque de Olivares D. Gaspar de Guzmán, que era valido de Felipe IV, a partir del año 1636. El conde-duque de Olivares mediante compra al rey se hizo cargo de la jurisdicción civil y criminal y de la escribanía de Coria, por tanto se lucraba con todos los ingresos económicos que ello le pudiera proporcionar. También como Señor de la villa tomó posesión de los derechos sobre la barca de pasaje del río que servía para transportar gente y mercancías entre ambas orillas del Guadalquivir. A todo ello se añadiría la compra de las alcabalas de la villa. A la muerte de D. Gaspar de Guzmán, Coria del Río pasó a engrosar el señorío constituido por el marquesado y mayorazgo de Mairena, instaurado en la persona de D. Enrique Felipez de Guzmán, su hijo ilegítimo.En el siglo XVIII el municipio pasó a manos del conde de Altamira, como heredero del señorío establecido sobre este pueblo originalmente por el conde-duque de Olivares, hasta que finalmente los señoríos se abolieron en el primer cuarto del siglo XIX.
En el siglo XVII recaló en la localidad la expedición a Europa del diplomático y samurái japonés Hasekura Tsunenaga. Hasekura y otros miembros de la expedición siguieron su viaje hacia Madrid y Roma aunque algunos se quedaron en el pueblo esperando a que regresasen. El regreso se produjo siete años después
En 1992 una delegación japonesa regaló a Coria del Río una estatua de Hasekura. La delegación estaba formada por 60 personas, entre las cuales estaban el alcalde de Osato, el gobernador de Miyagui y representantes de Sendai. En 2017 se publicaron los resultados de los análisis de ADN a 100 Japón corianos... Quedó totalmente descartado que fueran descendientes de miembros desertores de la embajada Keicho El 14 de junio de 2013, Hiro-no-miya Naruhito Shinno, príncipe heredero del Japón, visitó la localidad con motivo del 400 aniversario de las relaciones entre España y Japón y plantó un árbol junto al monumento a Hasekura. El equipo de rugby de la localidad se llama Samuráis en recuerdo de aquella visita.
A comienzos del siglo XX el político andalucista Blas Infante construyó su casa en un cerro a las afueras del pueblo, cerca de Puebla del Río. En el 2006 se creó cerca de ella el Museo de la Autonomía Andaluza y la sede del Centro de Estudios Andaluces.

## Demografía
Coria del Río cuenta con una población de 31 095 habitantes (INE 2024).
| Gráfica de evolución demográfica de Coria del Río entre 1842 y 2021                                                 |
| |
| Población de derecho según los censos de población del INE Población de hecho según los censos de población del INE |

| Núcleos de población         | Hab. (2015) | Distancia a Coria (km) |
| ---------------------------- | ----------- | ---------------------- |
| Coria del Río                | 29 335      | -                      |
| La Hermandad y Tixe          | 538         | 5                      |
| Pequeños núcleos diseminados | 485         | -                      |
| Total municipio              | 30 358      |                        |

## Economía
En 1932 se creó una fábrica de caviar en esta localidad en un inmueble conocido como Villa Pepita. La producción de caviar se basaba en la pesca del esturión (acipenser sturio L.), especie conocida históricamente como solo en esa región. La creación de esta industria contó con la colaboración del doctor experto en industrias pesqueras Theodore E.A. Classens. El caviar era comercializado por una empresa de los hermanos Nicolás y Jesús de Ybarra y Gómez.
El cese de la pesca de esturiones en 1970 se debió a la "falta de entrada" de este pescado en el río por varios factores. En primer lugar por la paulatina degradación del cauce por el aumento de la población. En segundo lugar porque la presa de Alcalá del Río, realizada en 1931, era un obstáculo para que los esturiones ascendieran el río para realizar el desove. Durante 48 años se pescaron 2987 hembras y 1027 machos, lo que acabó con todos los adultos en edad reproductora, y la ausencia de nuevas generaciones puso fin a esta especie. En la actualidad se conserva la pesca del albur (alburnus alburnus).
En lo que respecta a agricultura hay 3610 ha de cultivos herbáceos (de los cuales 697 ha son de algodón y 92 ha son de trigo). Hay 852 ha de cultivos leñosos (entre ellas 358 de naranjos y 89 ha de olivares de aceituna para aceite).
En el lado este de la carretera A-8050 hay tres polígonos industriales con los nombres, de norte a sur, La Estrella, Coria del Río y El Rocío.

#### Evolución de la deuda viva municipal
El concepto de deuda viva contempla sólo las deudas con cajas y bancos relativas a créditos financieros, valores de renta fija y préstamos o créditos transferidos a terceros, excluyéndose, por tanto, la deuda comercial.
| Gráfica de evolución de la deuda viva del Ayuntamiento entre 2008 y 2022                                |
| |
| Deuda viva del Ayuntamiento de Coria del Río, en miles de euros, según datos del Ministerio de Hacienda |

## Administración y política
| Partido político                                         | 2023  | 2023  | 2023       | 2019  | 2019  | 2019       | 2015  | 2015  | 2015       | 2011  | 2011  | 2011       | 2007  | 2007  | 2007       |
| Partido político                                         | %     | Votos | Concejales | %     | Votos | Concejales | %     | Votos | Concejales | %     | Votos | Concejales | %     | Votos | Concejales |
| Unidad Andalucista (UA)                                  | 48,24 | 5978  | 12         | —     | —     | —          | —     | —     | —          | —     | —     | —          | —     | —     | —          |
| Partido Socialista Obrero Español de Andalucía (PSOE-A)  | 22,58 | 2798  | 5          | 22,49 | 2868  | 5          | 21,38 | 2757  | 5          | 42,31 | 6413  | 10         | 45,04 | 5699  | 11         |
| Partido Popular de Andalucía (PP)                        | 12,92 | 1602  | 3          | 8,72  | 1113  | 2          | 8,10  | 1045  | 1          | 15,21 | 2306  | 3          | 9,70  | 1227  | 2          |
| Vox                                                      | 5,76  | 714   | 1          | —     | —     | —          | —     | —     | —          | —     | —     | —          | —     | —     | —          |
| Con Andalucía-Adelante                                   | 4,97  | 616   | 0          | 8,06  | 1029  | 1          | 6,27  | 808   | 1          | 6,85  | 1039  | 1          | 4,82  | 610   | 0          |
| Andalucía Por Sí (AxSí)                                  | —     | —     | —          | 45,85 | 5847  | 11         | —     | —     | —          | —     | —     | —          | —     | —     | —          |
| Unión de Ciudadanos Independientes (UCIN)                | —     | —     | —          | 8,93  | 1139  | 2          | —     | —     | —          | —     | —     | —          | —     | —     | —          |
| Coria Puede                                              | —     | —     | —          | —     | —     | —          | 10,29 | 1327  | 2          | —     | —     | —          | —     | —     | —          |
| Partido Andalucista (PA)-Espacio Plural Andaluz (EP-And) | —     | —     | —          | —     | —     | —          | 52,40 | 6757  | 12         | 27,62 | 4186  | 1          | 33,53 | 4243  | 8          |
| Partido Independiente Democrático Coriano (PIDECO)       | —     | —     | —          | —     | —     | —          | —     | —     | —          | 6,00  | 910   | 1          | —     | —     | —          |

## Cultura

### Patrimonio

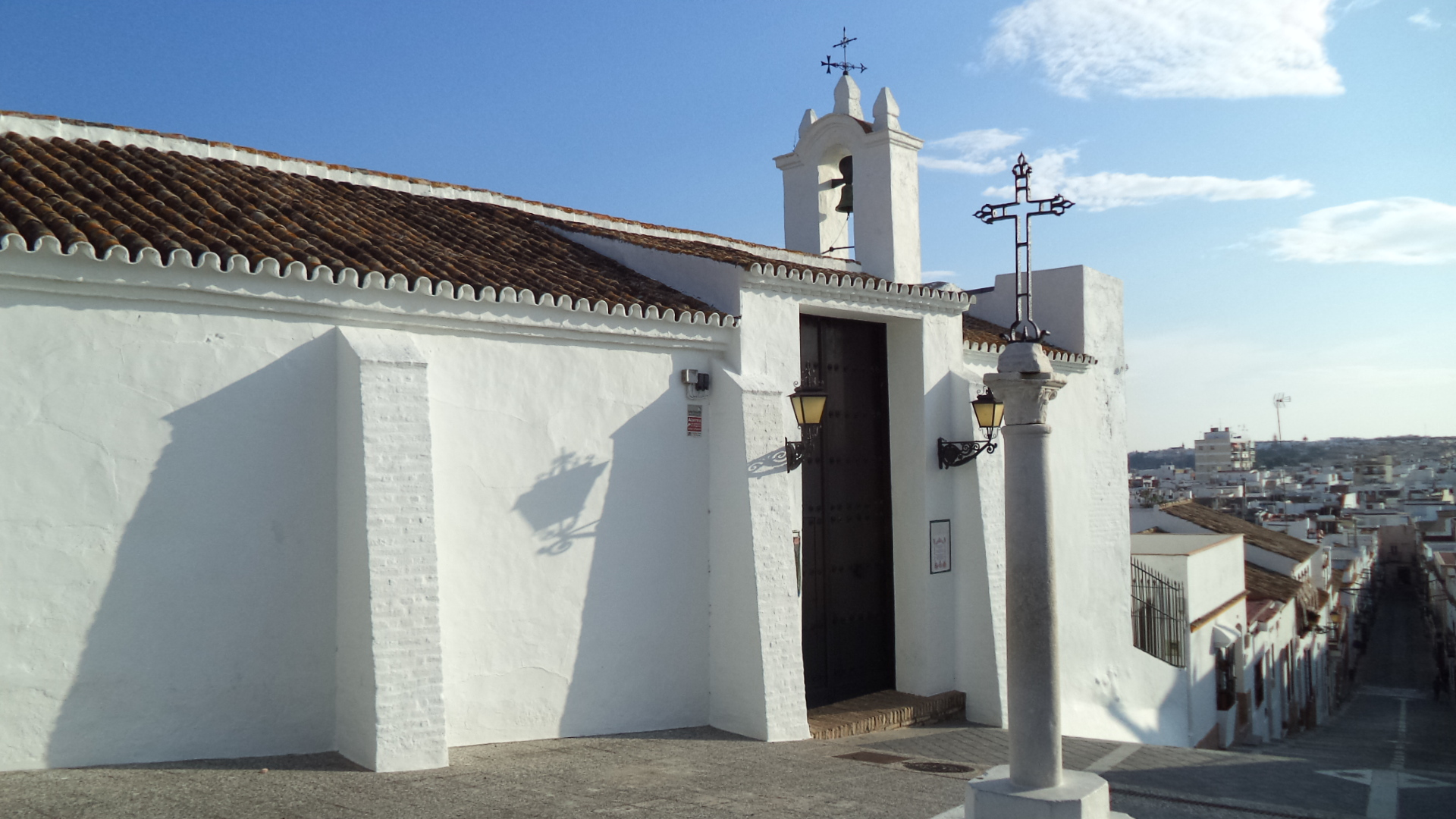
Ermita de San Juan Bautista, en el cerro del mismo nombre

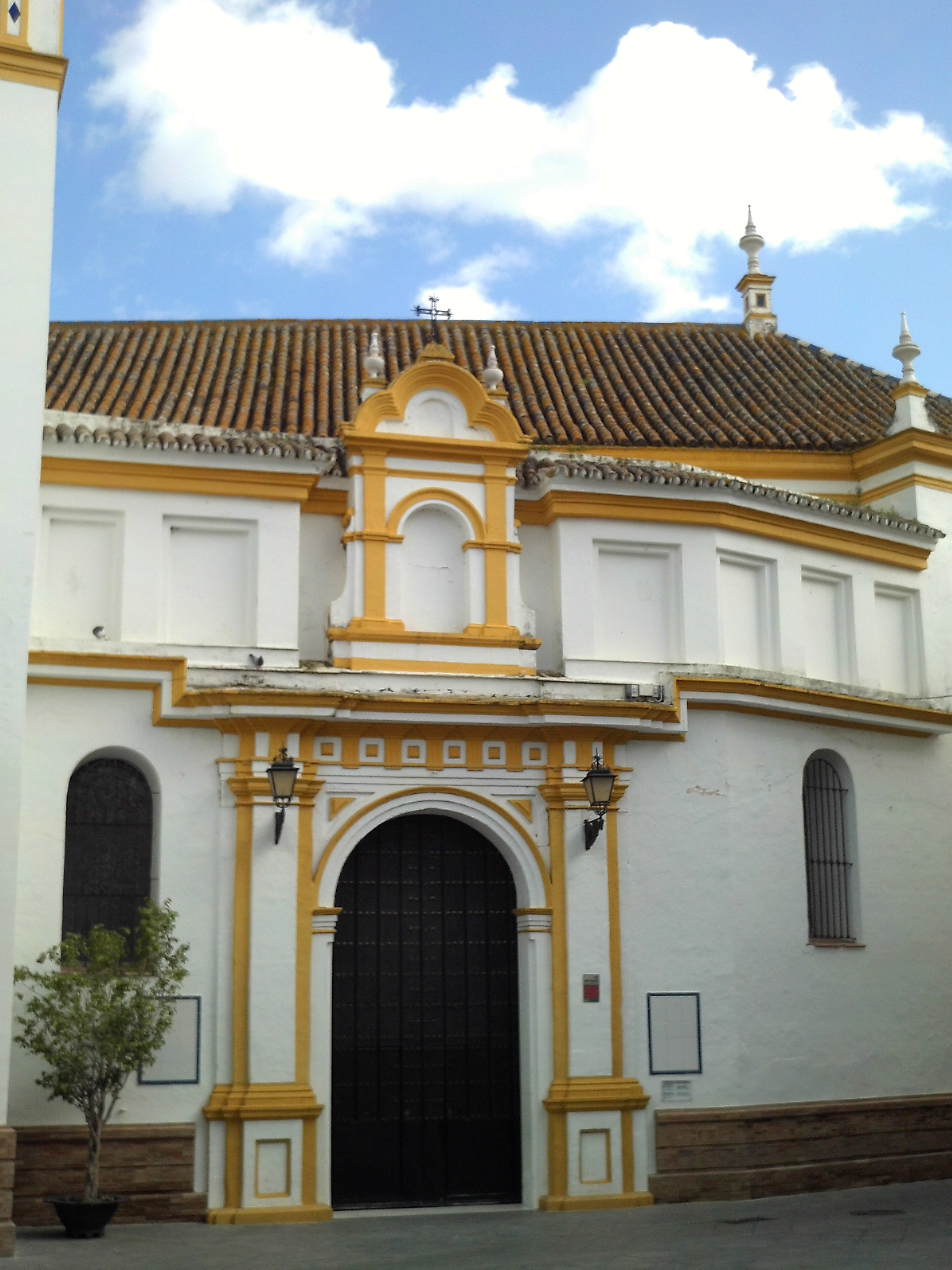
Iglesia de Santa María de la Estrella

Entre sus edificaciones de interés histórico artístico destacan:
- Iglesia parroquial de Santa María de la Estrella, iglesia del siglo XVII, que en su origen fue de estilo mudéjar (siglo XIV).
- Ermita de San Juan Bautista (siglo XV), también conocida como Ermita del Cerro o Ermita de la Vera Cruz.
- Capilla de Nuestra Señora del Rocío.[20]
- Capilla de Nuestra Señora de la Soledad Coronada.[21]
- Casa Filial de las Hermanas de la Compañía de la Cruz (26 de abril de 1962).
- Torre del Reloj.
- Casa museo de Blas Infante.
- Museo de la Autonomía de Andalucía.
- Parroquia de San José.
- Capilla de Nuestro Padre Jesús Cautivo.
- Monumento a Hasekura Tsunenaga (Paseo Carlos de Mesa).

### Deporte
Coria del Río ha sido cuna de grandes deportistas que han triunfado a nivel nacional e internacional, entre los que destacan Fernando Climent Huerta, regatista y medalla de plata en los Juegos Olímpicos de Los Ángeles 1984, Manuel Ruiz Sosa, Rogelio Sosa Ramírez, José Manuel Casado Bizcocho y Juan Santisteban, entre otros.
En 1923 se fundó el Coria Club de Fútbol, que juega en el Grupo X de la Tercera Federación. Emplea el Estadio Guadalquivir de la localidad, situado justo a la vera del río de dicho nombre.

### Festividades
La localidad de Coria del Río cuenta con fiestas y festivales durante el año. Entre ellos se destacan los siguientes:

#### Fiesta del Albur
Es un acto gastronómico para poner en valor este pescado de río, que sirve de sustento a algunos pescadores del pueblo. Se celebran ediciones desde 1993 y suele ser anual.

#### Fiesta de Nuestra Señora de la Estrella
Entre el 31 de agosto y el 8 de septiembre tienen lugar cultos y actos en su honor, incluido una procesión. Esta advocación mariana recibe culto en Coria desde el siglo XIII, aunque la actual imagen es del siglo XX. Es la patrona del municipio y se encuentra en la parroquia con su nombre. Se trata de una imagen de gloria con el Niño Jesús en brazos.

#### Feria de Coria del Río
La Feria de Coria comenzó hacia el año 1838, durante la infancia de la reina Isabel II. Se celebra en la segunda quincena de septiembre, y es tres años más antigua que la Feria de Sevilla. La feria se sitúa junto al Guadalquivir, concretamente en el Prado de la Soledad, junto al Parque Carlos de Mesa. En el año 2012, a causa de la crisis económica, se decidió no organizar la feria por primera vez en 175 años. En 2013 se retomó la feria, aunque con menos casetas y menos presupuesto público.

#### Procesión de la Virgen del Carmen

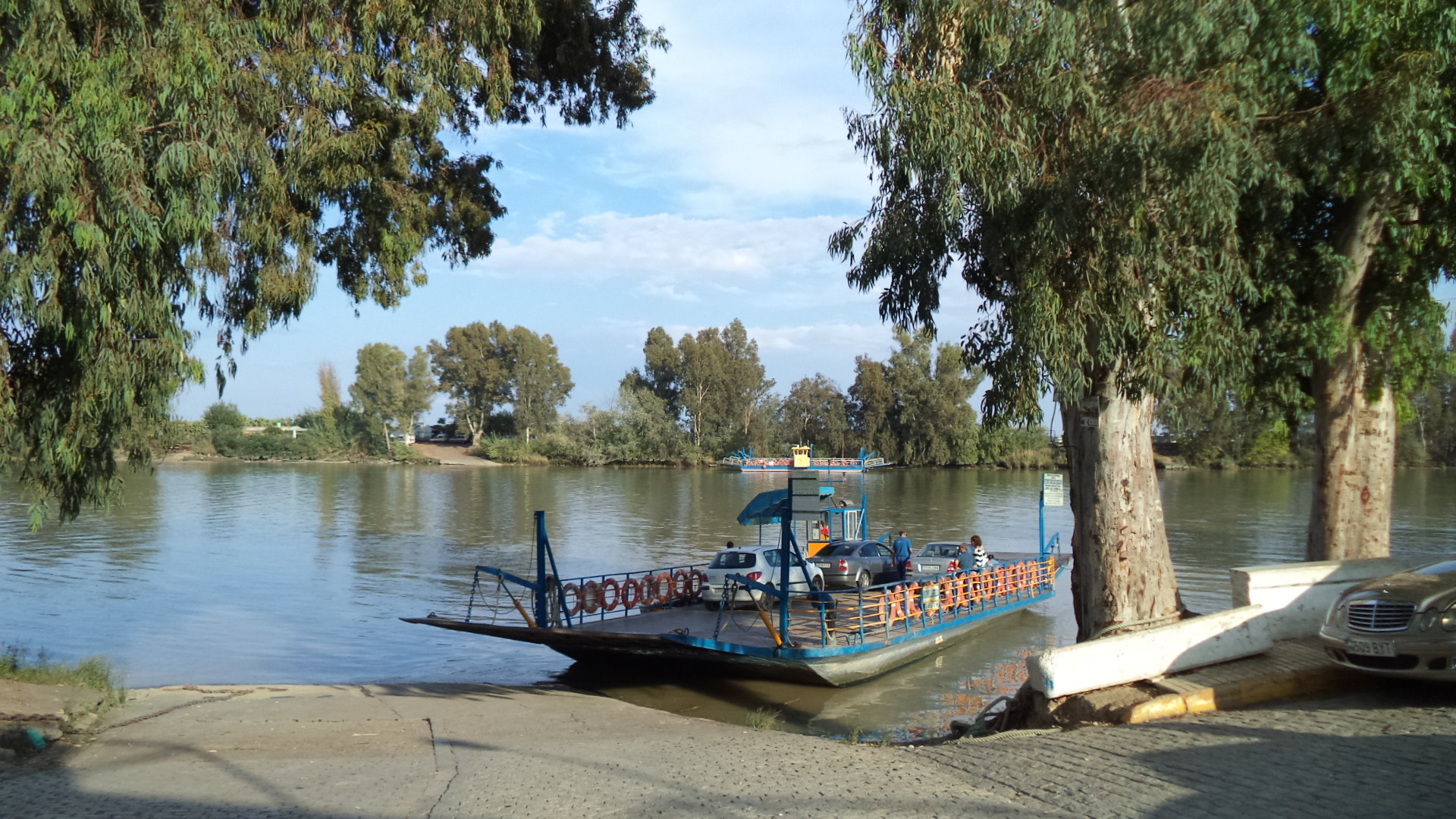
La Barca de Coria, que cruza el Guadalquivir entre las dos orillas de Coria, permite un acceso hacia los núcleos de Tixe, La Hermandad y Dos Hermanas sin necesidad de viajar hasta Sevilla para utilizar el Puente del Centenario, que es el último puente sobre el río Guadalquivir antes de la desembocadura. La barca juega un papel importante en la procesión de la Virgen del Carmen del 16 de julio y en la peregrinación anual a El Rocío, ya que una veintena de hermandades rocieras cruzan el río en ella con su carretas

Se celebra el 16 de julio en honor a esta Virgen, patrona de los marineros. Esta Virgen fue realizada por Francisco Buiza en 1969. Es titular de la Hermandad de Jesús del Gran Poder de Coria del Río. La Virgen procesiona por las calles del pueblo y cruza el río en la barca que tiene la localidad para cruzar el río. Esta es la misma Virgen que procesiona el Miércoles Santo con su hermandad, que tiene su sede en la iglesia parroquial de Santa María de la Estrella

#### Semana Santa en Coria del Río
Declarada de interés Turístico Nacional.
Al igual que otros pueblos y ciudades, hay procesiones durante la Semana Santa. En el caso de esta localidad las hermandades sacan sus pasos a la calle todos los días de la Semana Santa desde el Domingo de Ramos hasta el Domingo de Resurrección inclusive. El orden de salida y los motivos escultóricos que se presenta en la proseción que tiene lugar cada día guarda el orden cronológico en que se desarrolló la pasión de Jesús de Nazaret. El Domingo de Ramos procesiona la imagen del señor de la Salud y María Santísima de la Victoria. El Lunes Santo procesiona la Hermandad de Jesús Cautivo y la Virgen del Dulce Nombre. El Martes Santo procesiona la hermandad sacramental y cofradía de nazarenos de nuestro padre Jesús de la paz en su presentación al pueblo, María Santísima de Gracia y Esperanza, piedad del Santísimo Cristo de la Misericordia, Nuestra Señora de los Dolores, San Juan Evangelista y Patriarca Bendito Señor San José. El Miércoles Santo procesiona la Antigua Hermandad de Jesús del Gran Poder de Coria del Río y Nuestra Señora del Carmen. El Jueves Santo procesiona el Cristo de la Vera-Cruz y la Purísima Concepción. El Viernes Santo procesiona la Hermandad del Santo Entierro y la Virgen de la Soledad. El Sábado Santo procesiona la hermandad sacramental y cofradía de nazarenos de Nuestro Padre Jesús de la Paz en su presentación al pueblo, María Santísima de Gracia y Esperanza, piedad del Santísimo Cristo de la Misericordia, Nuestra Señora de los Dolores, San Juan Evangelista y patriarca bendito señor San José. El Domingo de Resurrección procesiona la Hermandad del Resucitado y la Virgen de la Soledad.

## Ciudades hermanadas
- Sendai (Japón)[30]
- Coria (España)